# 422 هـ
422 هـ هي سنة في التقويم الهجري امتدت مقابلةً في التقويم الميلادي بين سنتي 1031 و1031.

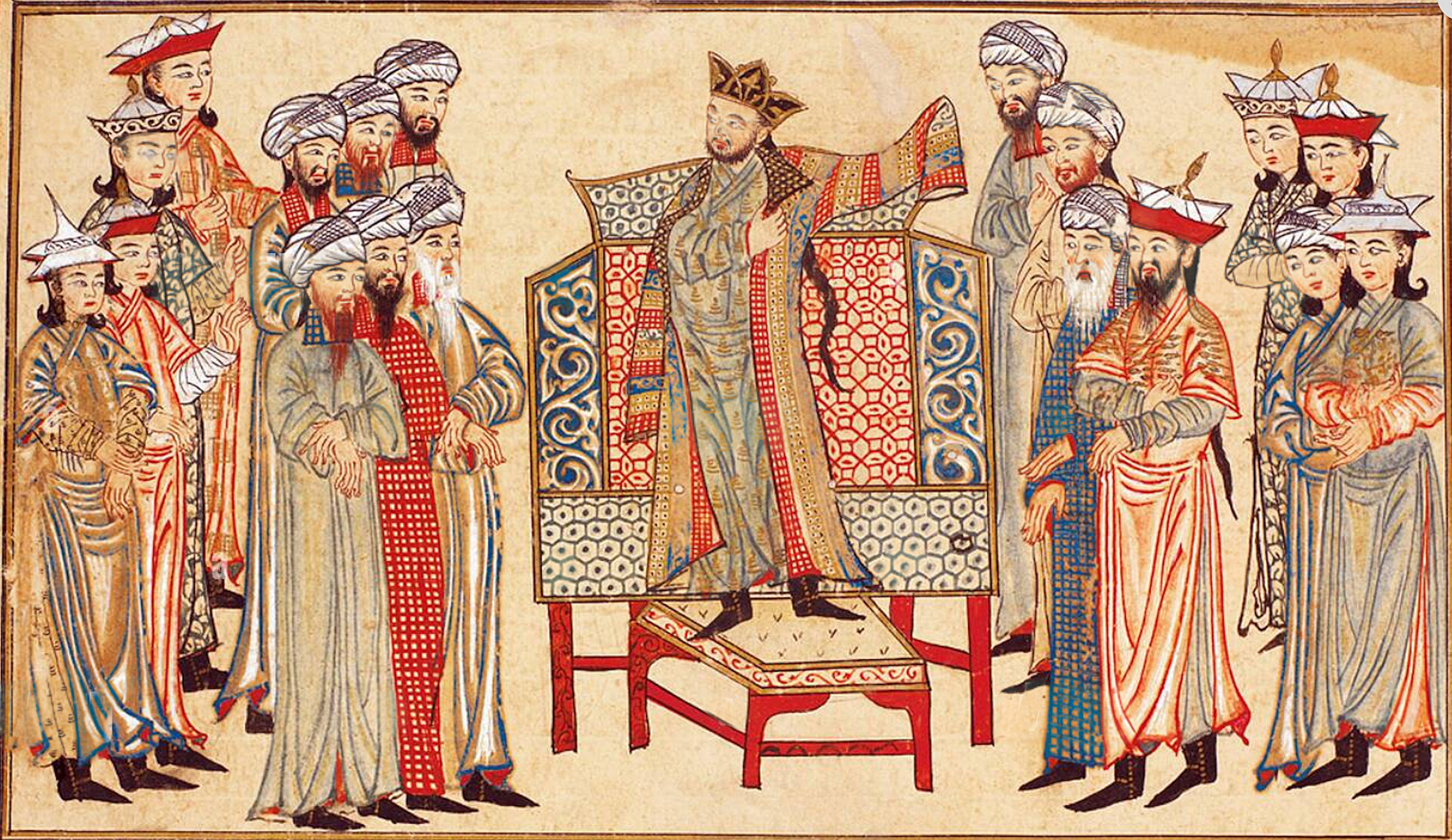
أحمد القادر بالله

## أحداث
- سقوط الخلافة الاموية في الاندلس وتفككها إلى عدد من الممالك

## مواليد
- ابن ماكولا
- أبو بكر بن عمار

## وفيات
- الآبي
- عبادة بن ماء السماء
- أبو العباس أحمد القادر بالله